# Cadillac XLR
La XLR reprend la ligne générale du concept car Cadillac Evoq présenté en 2000. Sa production a été interrompue au printemps 2009.

## Conception
La Cadillac XLR a été commercialisée comme un roadster de luxe. Elle offrait de nombreuses fonctionnalités soit en équipement standard, soit en option, y compris une navigation GPS à écran tactile avec une radio AM/FM, un changeur de CD, une radio satellite XM, une commande vocale complète et un système audio amplifié complet Bose, régulateur de vitesse adaptatif, tableau de bord de marque Bulgari, OnStar, phares avant à décharge haute intensité (DHI), surfaces des sièges en cuir de luxe perforé avec sièges baquets chauffants et refroidissants à réglage électrique, chauffants et refroidissants avec système de mémoire du conducteur, tapis de sol en moquette de luxe avec logos "XLR" brodés, roues en alliage d'aluminium de qualité supérieure et garnitures intérieures en bois. 
La suspension adaptative en vedette du XLR avec un liquide d'amortisseur magnéto-rhéologique pour un meilleur contrôle de la conduite. Le système utilise quatre capteurs de déplacement roue-carrosserie pour mesurer le mouvement des roues sur la surface de la route et réagit en ajustant l'amortissement des chocs presque instantanément. Les amortisseurs sont remplis d'un fluide qui contient des particules de fer en suspension qui répondent aux signaux magnétiques. Le système réagit en surveillant constamment le mouvement et en modifiant les forces d'amortissement aux quatre coins du véhicule - pour moduler le mouvement de la carrosserie lors de manœuvres agressives ou sur des surfaces inégales. 
Alors que la Chevrolet Corvette (C6) était propulsée par un moteur V8 LS2 de 6,0 L et offrait une transmission manuelle à six vitesses, la XLR comportait le V8 Northstar de 4,6 L de Cadillac (suralimenté dans la XLR-V) et soit une transmission automatique à cinq vitesses 5L50, ou une boîte automatique à six rapports 6L80. L'équipement optionnel de la XLR comprend des roues en alliage d'aluminium poli, des options de couleurs extérieures et intérieures et différentes options de garnitures intérieures. 
La XLR comportait une calandre avant supérieure "Egg Crate" (XLR) ou en treillis métallique chromé (XLR-V) peinte en argent, des phares avant à décharge haute intensité angulaire, des feux arrière verticaux et des détails extérieurs chromés. À l'intérieur, la XLR comportait une garniture intérieure en bois en plus de la garniture en aluminium de la Corvette C6 et différents sièges.
Pour l'année-modèle 2009, la XLR a ajouté un nouveau carénage avant, un nouveau carénage arrière et des évents latéraux chromés. À l'intérieur, l'Alcantara - un matériau en microfibre de type suède - a été ajouté pour la garniture de pavillon. L'intérieur a ajouté de nouveaux anneaux de garniture de combiné d'instruments avec des graphismes révisés (suppression du logo Bulgari) et de nouvelles garnitures de tableau de bord en bois. La production de la XLR a pris fin le 31 mars 2009.
Prix de base - 86 000 $.
Galerie photos

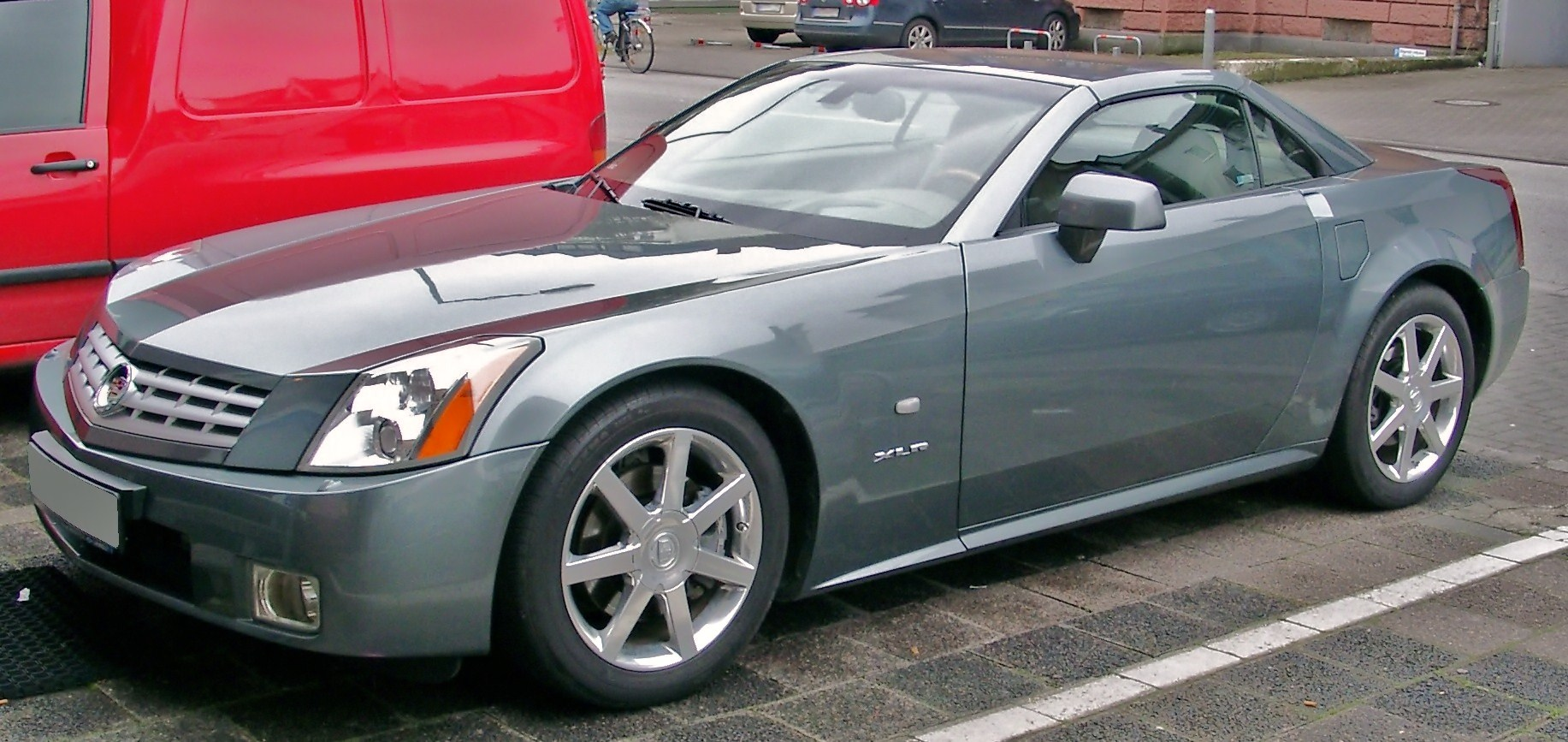
XLR
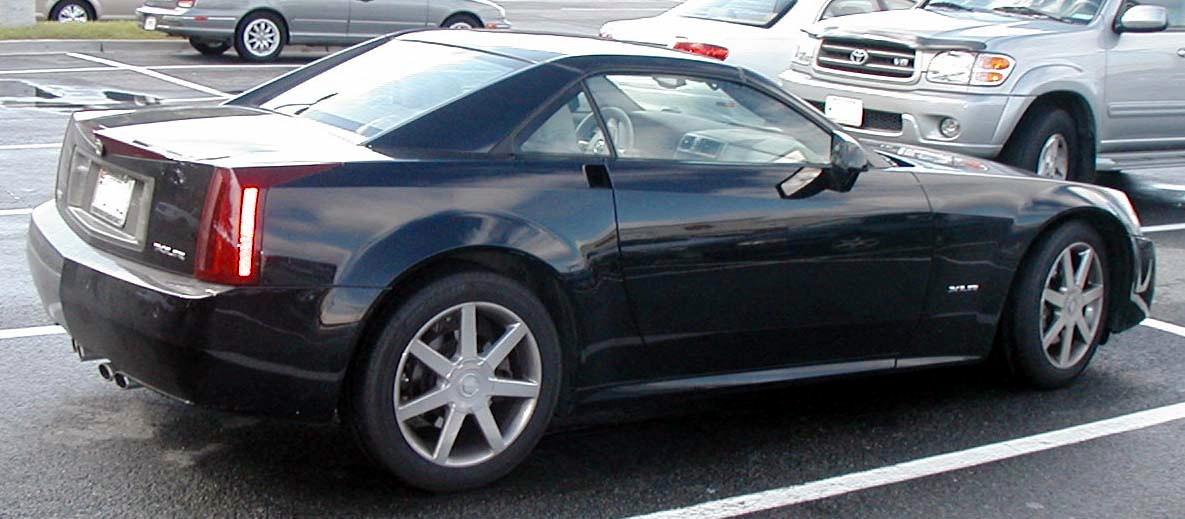
XLR
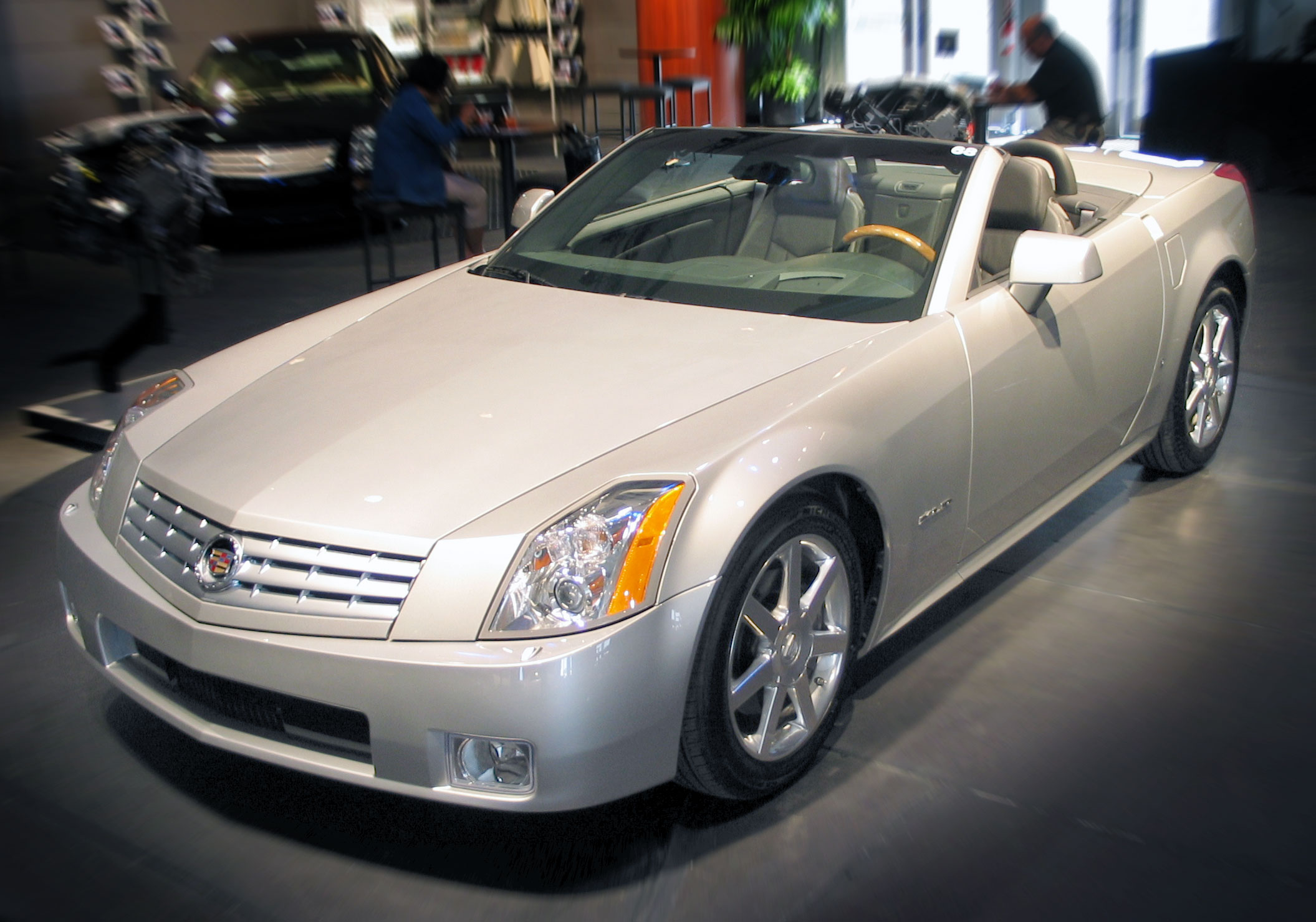
2006 XLR
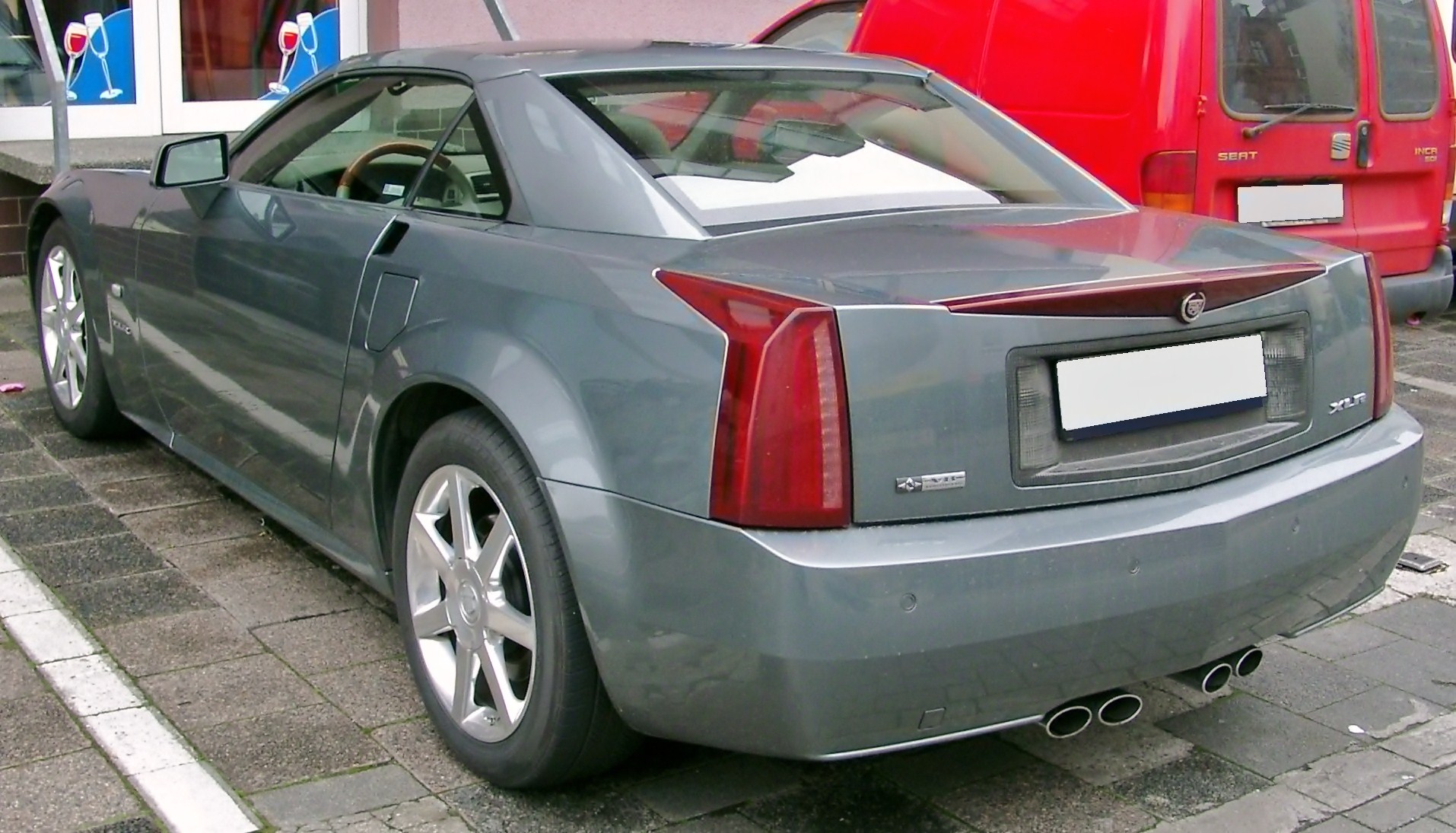
XLR

## Version XLR-V
En 2006, Cadillac lance une version sportive de son roadster de luxe. Elle se distingue de la version de base avec une calandre grillagée et par son moteur : un V8 4.4 L compressé développant 443 ch.

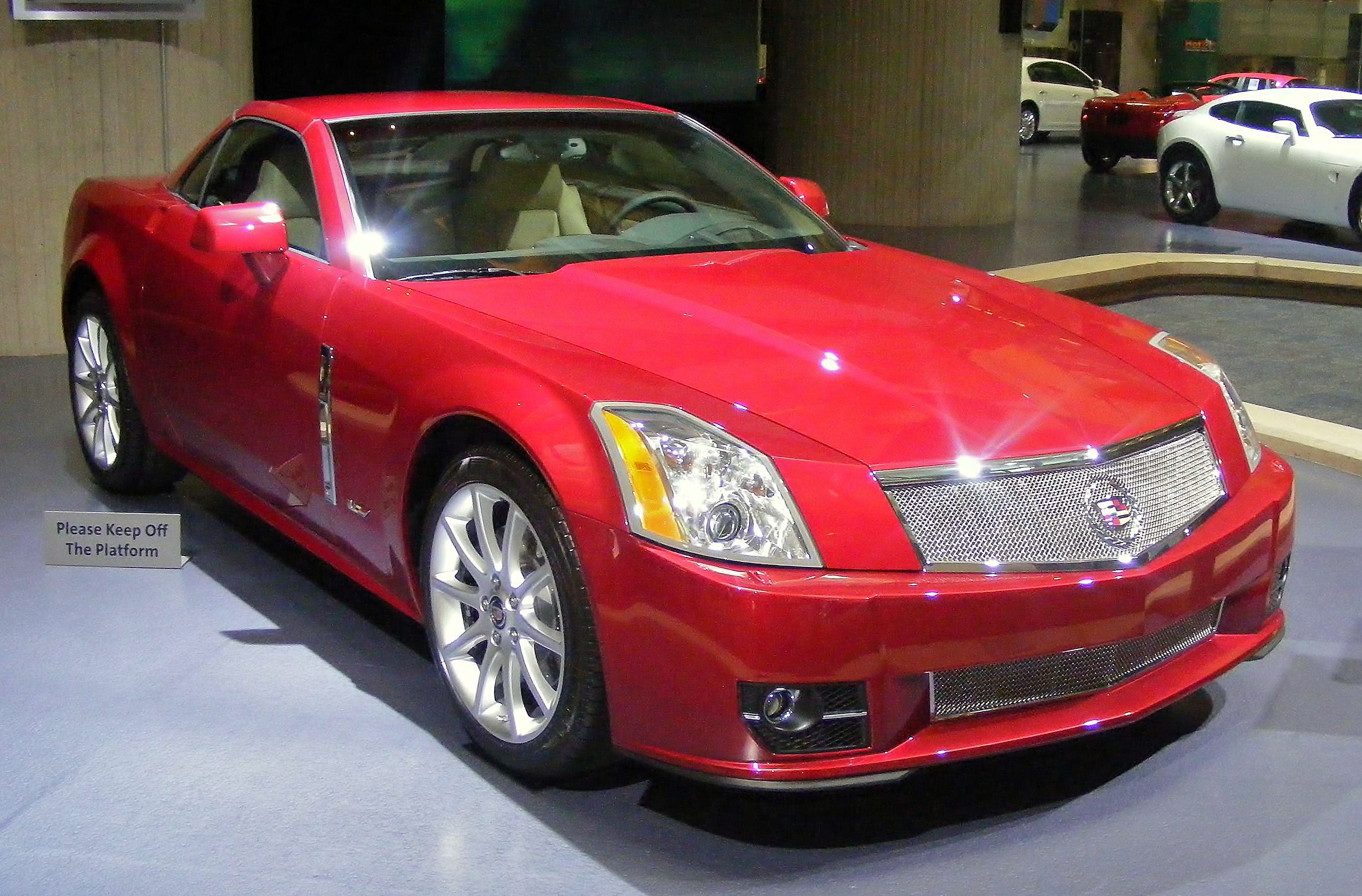
2009 XLR-V

La Cadillac XLR-V était une version hautes performances de la XLR et faisait partie de la V-Series de première génération avec un total de 443 ch. Cadillac a donné au public un premier aperçu de la XLR-V suralimenté dans sa publicité du Super Bowl, diffusée le 6 février 2005. Le Super Bowl MVP Deion Branch a également reçu une XLR. La voiture a été officiellement présentée au Salon international de l'auto de New York 2005. Contrairement à la croyance populaire, il n'était pas destiné à rivaliser avec la BMW M6 ou la Mercedes-Benz Classe SL AMG.
La XLR-V utilisait le même V8 Northstar suralimenté que la STS-V, bien que la sortie ait quelque peu baissé. Pour la XLR-V, le moteur a été certifié par la SAE pour produire 443 ch (330 kW) et 561 N m. Le compresseur et quatre noyaux de refroidisseur intermédiaire ont été intégrés dans le collecteur d'admission. Une transmission automatique à six vitesses, des freins plus gros de la Corvette Z51 et des roues de 19 pouces ont été utilisés.
Le XLR-V pouvait accélérer à 97 km/h en 4,6 secondes selon les tests de Car and Driver. Le magazine l'a également chronométré à 11,3 secondes à 161 km/h et l'a enregistré à 13,0 secondes pour le quart de mile à 177 km/h. Sa vitesse de pointe a été limitée électroniquement à 249 km/h.
La XLR-V a été mis en vente aux États-Unis au début de 2006 avec un prix de base de 110 000 $. Le prix du modèle de 2008 commencé à 111 300 $; ce qui en faisait à l'époque l'un des véhicules les plus chers de General Motors.

## Motorisations
Deux blocs essences sont disponibles :
- V8 4.6 L 326 ch. (2004-2009, pour USA), (2004-2008, pour l'Europe).
- V8 4.4 L compressée 448 ch. (depuis 2006, 2007 en Europe).

Uniquement couplé à une boîte auto à cinq ou six (XLR-V) rapports.

## Ventes

### États-Unis
La XLR avait des prévisions de ventes de 5 000 à 7 000 par an.
| Année civile | Ventes américaines totales               |
| ------------ | ---------------------------------------- |
| 2003         | 875                                      |
| 2004         | 3,665                                    |
| 2005         | 3,730                                    |
| 2006         | 3,203                                    |
| 2007         | 1,750                                    |
| 2008         | 1,250                                    |
| 2009         | 787                                      |
| 2010         | 188 [Restes de véhicules titrés en 2009] |
| 2011         | 12 [Restes de véhicules titrés en 2009]  |
| Somme finale | 15,460                                   |

Sur son marché intérieur, la XLR se vend moins que sa principale concurrente : la Mercedes SL.
France
| Année  | 2004 | 2005 | 2006 | 2007 | 2008 | Total |
| ------ | ---- | ---- | ---- | ---- | ---- | ----- |
| Ventes | 9    | 5    | 8    | 2    | 1    | 25    |

Les ventes de la XLR en France sont anecdotiques, même comparées à celles de la Mercedes SL vendue, sur la même période, à 913 exemplaires.